# Саморазумевање
Саморазумевање, једна је од карактеристика људске емоционалне интелигенције, а заснива се на способности „читања“ сопствених емоција, мана и врлина, акција и реакција и схватање какав утицај оне имају на околину. Свесност и способност да разуме своје сопствене акције и реакције Саморазумевање доприноси већем квалитету живота и бољем и успешнијем професионалном раду, и спречава га да се у животу не заплете у мрежу идентификације, пројекције и контратрансферних реакција.

## Општа разматрања
Иако многи концепти интелигенције тек пролазе научну потврду а инструменти проверу поузданости, не можемо а да не приметимо да су нова истраживања у области интелигенције унела свежину и интелигенцију поново вратила у жижу интересовања научне и ненаучне јавности. Емоционалну интелигенцију су научници дефинисали као „способност праћења и разликовања сопствених и туђих осећаја и емоција, и коришћења тих информација као водича за мишљање и понашање“. Сами аутори бројних студија сматрају да ова дефиниција наглашава само опажање и регулацију емоција, те да је испустила размишљање о осећањима.
Самоспознаја је процес који се не завршава јер нека особа који тежи да упознаје себе на тај начин је у могућност да оштети другу особу своди на минимум. Веома је битно освестити мотивацију за помагањем, властите потребе, емоције, снаге, ограничења у виду начина на који се суочавамо са тешкоћама и стресом. Вредно разумети и како наше унутрашње норме, вредности, претпоставке, доживљаји и митови могу негативно да утичу на однос са другим особѕмѕ. Такође је битно освестити и која осећања код нас изазива сваки појединачна особа.
Саморазумевање и свесност својих врлина и мана помаже да се професионалац не заплете у мрежу идентификације, пројекције и контратрансферних реакција. Због тога је помоћ у виду супервизије веома
драгоцена, свакој особи јер одражава добро разумевање себе.